# Rhyacophila crassa
Rhyacophila crassa là một loài Trichoptera trong họ Rhyacophilidae. Chúng phân bố ở miền Cổ bắc.